# Piatra Șoimului
Piatra Șoimului – wieś w Rumunii, w okręgu Neamț, w gminie Piatra Șoimului. W 2011 roku liczyła 212 mieszkańców.